# Chitra vina

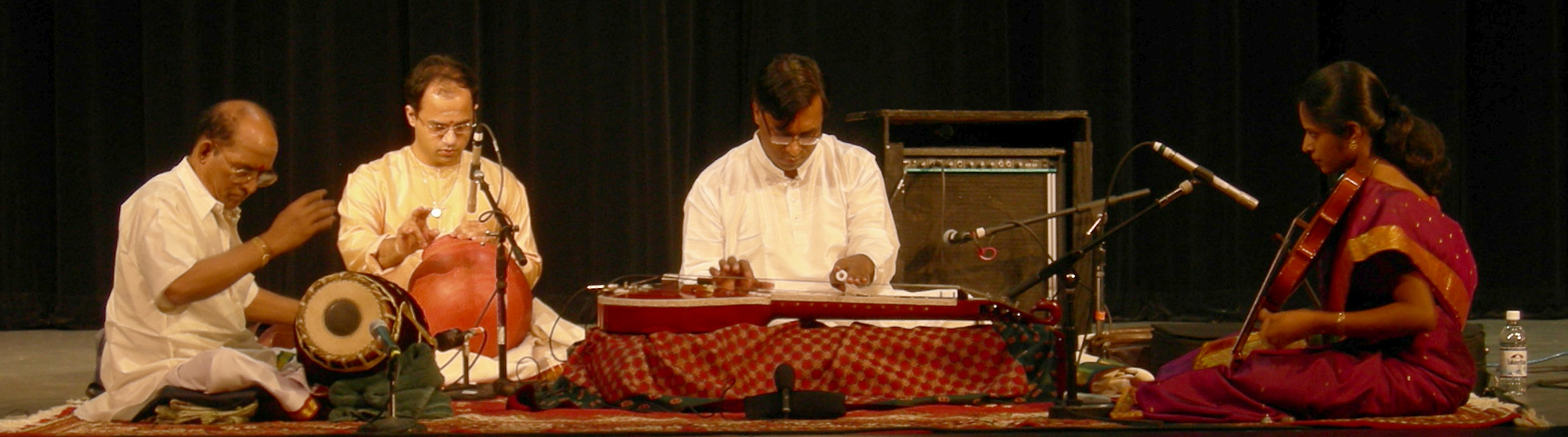
Ravikiran (en el centro) tocando la nava-chitra-vina.

La chitra vina es un instrumento de cuerda pulsada  de India, de música carnática.
También se la conoce como:
- chitra veena
- gottuvadhyam
- chitravina
- chitraveena
- mahanataka vina
- கோடடு வாத்தியம் (en tamil)

Es similar a la vichitra vina. Tiene 21 cuerdas, y no posee trastes. Tiene 6 cuerdas principales, 3 cuerdas pedal y 12 cuerdas simpáticas. Una mano usa un plectro para pulsar las cuerdas y otra mano utiliza un cilindro que se desliza sobre las cuerdas.
El músico N. Ravikiran (que aparece en la imagen) ha desarrollado una variante del instrumento, que llamó nava-chitra-vina (‘nueva chitra vina’).